# Gabinete de Comunicação Social

O Gabinete de Comunicação Social (GCS) (em chinês: 新聞局) é um serviço público da Região Administrativa Especial de Macau responsável pela coordenação e estudo da comunicação social de Macau, bem como apoiando a Administração Pública na referida área. O Gabinete de Comunicação Social é tutelado pelo Chefe do Executivo. 
Em termos concreto, o Gabinete de Comunicação Social está responsável pela divulgação das informações do Governo de Macau e pela redacção e publicação de “Macau- Livro do Ano” e “Ficheiro”, sendo uma ponte de comunicação entre o Governo e os meios de comunicação de Macau e estrangeiros.

## História
O antecessor do Gabinete de Comunicação Social foi a Direcção dos Serviços de Turismo e Comunicação do Governo de Macau durante o período da administração portuguesa.
Em 1 de Setembro de 1981, a Repartição de Comunicação Social tornou-se num órgão independente e foi designado o Gabinete de Comunicação Social. A Direcção dos Serviços de Turismo e Comunicação passou para a Direcção dos Serviços de Turismo.
Em 20 de Dezembro de 1999, após a transferência de Administração de Macau, a designação chinesa do Gabinete de Comunicação Social mudou para “新聞局”.
Em 5 de Dezembro de 2020, o logotipo do Gabinete de Comunicação Social mudou para a actual modalidade.

## Atribuição

O logotipo da Repartição de Comunicação Social

- Colaborar na definição da política de comunicação social da Região Administrativa Especial de Macau, adiante designada por RAEM, e emitir parecer sobre osassuntos da comunicação social de interesse para a RAEM;
- Assegurar a execução das actividades da comunicação social na área da informação oficial;
- Promover, no seu âmbito ou em colaboração com os demais serviços da Administração e sociedades com capital total ou parcialmente público, a divulgação de factos que possam contribuir para o melhor conhecimento da realidade da RAEM;
- Promover e apoiar iniciativas com vista ao aperfeiçoamento do sistema de divulgação de informação oficial;
- Apoiar tecnicamente o Governo e os serviços da Administração nas suas relações com os órgãos e agentes da comunicação social;
- Apoiar os órgãos e agentes da comunicação social no exercício das suas funções;
- Estudar e propor linhas definidoras de acção política de apoio aos órgãos de comunicação social, adiante designados por OCS, e assegurar a sua execução e fiscalização;
- Promover e apoiar as iniciativas que visem melhorar a qualidade do sector de comunicação social;
- Conceber, planear e executar, por meios próprios ou em colaboração com os demais serviços da Administração e sociedades com capital total ou parcialmente público, acções de interesse colectivo que visem a motivação e sensibilização da opinião pública;
- Impulsionar actividades de cooperação e intercâmbio com os OCS, sediados fora da RAEM;
- Promover a celebração de protocolos de cooperação e assegurar a ligação com organismos na área da comunicação social;
- Assegurar a recolha, análise sistemática e tratamento do material informativo escrito e audiovisual dos OCS;
- Assegurar a actividade editorial do GCS;
- Proceder ao registo das entidades proprietárias de empresas jornalísticas, editoriais e noticiosas da RAEM e dos correspondentes e outras formas de representação dos OCS sediados fora da RAEM;
- Proceder ao registo das publicações periódicas da RAEM;
- Exercer as demais atribuições que lhe sejam legalmente cometidas[1].

## Estrutura orgânica
|                                        |                                        |                                        |                                        |                                        |                                        |  |  |  |  | Director    |  |  |  |  |  |                     |                     |                     |                     |                                   |                                   |                                   |                                   |                                   |                                   |                        |                        |                        |                        |  |  |  |  |  |  |  |  |  |  |  |  |
|                                        |                                        |                                        |                                        |                                        |                                        |  |  |  |  | Subdirector |  |  |  |  |  |                     |                     |                     |                     |                                   |                                   |                                   |                                   |                                   |                                   |                        |                        |                        |                        |  |  |  |  |  |  |  |  |  |  |  |  |
|                                        |                                        |                                        |                                        |                                        |                                        |  |  |  |  |             |  |  |  |  |  |                     |                     |                     |                     |                                   |                                   |                                   |                                   |                                   |                                   |                        |                        |                        |                        |  |  |  |  |  |  |  |  |  |  |  |  |
|                                        |                                        |                                        |                                        |                                        |                                        |  |  |  |  |             |  |  |  |  |  |                     |                     |                     |                     |                                   |                                   |                                   |                                   |                                   |                                   |                        |                        |                        |                        |  |  |  |  |  |  |  |  |  |  |  |  |
| Divisão de Administrativa e Financeira | Divisão de Administrativa e Financeira | Divisão de Administrativa e Financeira | Divisão de Administrativa e Financeira | Divisão de Administrativa e Financeira | Divisão de Administrativa e Financeira |  |  |  |  |             |  |  |  |  |  |                     |                     |                     |                     | Divisão de Informática e Arquivo  | Divisão de Informática e Arquivo  | Divisão de Informática e Arquivo  | Divisão de Informática e Arquivo  | Divisão de Informática e Arquivo  | Divisão de Informática e Arquivo  |                        |                        |                        |                        |  |  |  |  |  |  |  |  |  |  |  |  |
| Divisão de Administrativa e Financeira | Divisão de Administrativa e Financeira | Divisão de Administrativa e Financeira | Divisão de Administrativa e Financeira | Divisão de Administrativa e Financeira | Divisão de Administrativa e Financeira |  |  |  |  |             |  |  |  |  |  |                     |                     |                     |                     | Divisão de Informática e Arquivo  | Divisão de Informática e Arquivo  | Divisão de Informática e Arquivo  | Divisão de Informática e Arquivo  | Divisão de Informática e Arquivo  | Divisão de Informática e Arquivo  |                        |                        |                        |                        |  |  |  |  |  |  |  |  |  |  |  |  |
|                                        |                                        |                                        |                                        |                                        |                                        |  |  |  |  |             |  |  |  |  |  |                     |                     |                     |                     |                                   |                                   |                                   |                                   |                                   |                                   |                        |                        |                        |                        |  |  |  |  |  |  |  |  |  |  |  |  |
| Departamento de Informação             | Departamento de Informação             | Departamento de Informação             | Departamento de Informação             | Departamento de Informação             | Departamento de Informação             |  |  |  |  |             |  |  |  |  |  |                     |                     |                     |                     | Departamento de Estudo e Promoção | Departamento de Estudo e Promoção | Departamento de Estudo e Promoção | Departamento de Estudo e Promoção | Departamento de Estudo e Promoção | Departamento de Estudo e Promoção |                        |                        |                        |                        |  |  |  |  |  |  |  |  |  |  |  |  |
| Departamento de Informação             | Departamento de Informação             | Departamento de Informação             | Departamento de Informação             | Departamento de Informação             | Departamento de Informação             |  |  |  |  |             |  |  |  |  |  |                     |                     |                     |                     | Departamento de Estudo e Promoção | Departamento de Estudo e Promoção | Departamento de Estudo e Promoção | Departamento de Estudo e Promoção | Departamento de Estudo e Promoção | Departamento de Estudo e Promoção |                        |                        |                        |                        |  |  |  |  |  |  |  |  |  |  |  |  |
|                                        |                                        |                                        |                                        |                                        |                                        |  |  |  |  |             |  |  |  |  |  |                     |                     |                     |                     |                                   |                                   |                                   |                                   |                                   |                                   |                        |                        |                        |                        |  |  |  |  |  |  |  |  |  |  |  |  |
| Divisão de Apoio à Comunicação Social  | Divisão de Apoio à Comunicação Social  | Divisão de Apoio à Comunicação Social  | Divisão de Apoio à Comunicação Social  | Divisão de Apoio à Comunicação Social  | Divisão de Apoio à Comunicação Social  |  |  |  |  |             |  |  |  |  |  | Divisão de Promoção | Divisão de Promoção | Divisão de Promoção | Divisão de Promoção | Divisão de Promoção               | Divisão de Promoção               |                                   |                                   | Divisão de Publicações            | Divisão de Publicações            | Divisão de Publicações | Divisão de Publicações | Divisão de Publicações | Divisão de Publicações |  |  |  |  |  |  |  |  |  |  |  |  |

## Legislação orgânica
- Regulamento Administrativo n.º 7/2012[2]
  - Organização e funcionamento do Gabinete de Comunicação Social.